# Nabgram
Nabgram là một thị trấn thống kê (census town) của quận Barddhaman thuộc bang Tây Bengal, Ấn Độ.

## Nhân khẩu
Theo điều tra dân số năm 2001 của Ấn Độ, Nabgram có dân số 4643 người. Phái nam chiếm 54% tổng số dân và phái nữ chiếm 46%. Nabgram có tỷ lệ 58% biết đọc biết viết, thấp hơn tỷ lệ trung bình toàn quốc là 59,5%: tỷ lệ cho phái nam là 68%, và tỷ lệ cho phái nữ là 46%. Tại Nabgram, 11% dân số nhỏ hơn 6 tuổi.